# Epthianura
Epthianura es un género de aves paseriformes de la familia Meliphagidae. Sus miembros son aves endémicas de Australia que anteriormente se clasificaban en la familia Ephthianuridae.

## Especies
El género contiene cuatro especies:
- Epthianura albifrons - eptianuro pío;
- Epthianura aurifrons - eptianuro naranja;
- Epthianura crocea - eptianuro amarillo;
- Epthianura tricolor - eptianuro tricolor.